# Grimme (Fläming)
Grimme (Fläming) este o comună din landul Saxonia-Anhalt, Germania.